# Anne Cumming
Felicity Anne Cumming Mason (Walton-on-Thames, 14 dicembre 1917 – Londra, 28 agosto 1993) è stata una traduttrice e scrittrice britannica.

## Infanzia
La Cumming è nata a Walton-on-Thames nel 1917. Ha avuto un'infanzia indulgente per gentile concessione di suo nonno, James Grimble Groves, membro del parlamento e proprietario di un birrificio. La Cumming ha trascorso gran parte della sua infanzia in Sudafrica, dove suo padre aveva acquistato una fattoria.
Era una debuttante nel 1935 e in seguito riferì di aver fatto sesso per la prima volta sotto la Torre Eiffel. Ha studiato danza contemporanea e poi recitazione alla Dartington Hall con Michael Chekhov. Ha sposato un compagno di studi, Henry Lyon Young, nel 1938. Era un aspirante drammaturgo e in seguito scrittore.
Lei e suo marito, insieme a Cechov, partirono per gli Stati Uniti all'approssimarsi della guerra, con l'intenzione di fondare lì una scuola di recitazione per insegnare il metodo Stanislavskij.

## Carriera
Durante la guerra, i servizi segreti britannici chiesero loro di lasciare New York e tornare in Inghilterra. Sono stati rimandati indietro dal convoglio e la Cumming ha aiutato a crittografare e decifrare i messaggi in codice tra i governi britannico e americano.
Mentre era in Grecia, ha lavorato come traduttrice per il British Council.

## Recitazione
Nel 1963 ebbe una piccola parte nel film di Fellini 8½. Nel 1968, è apparsa nella commedia italo-britannica Tenderly, dove interpretava la madre del personaggio di George Segal, Franco. Una terza apparizione cinematografica è stata sempre per Fellini, questa volta in Roma.

## Scrittrice
Dopo questo, la Cumming si è dedicata all'autobiografia salace. Ha scritto The Love Habit nel 1977 e The Love Quest nel 1991 e si è concessa di apparire in topless nel tabloid britannico Sunday Sport.

## Vita privata
Nel 1948, fuggì con ed in seguito sposò il romanziere Richard Mason. Richard e Felicity Mason si separarono nel 1958 e in seguito divorziarono. La Cumming ha avuto due figli dal suo primo matrimonio, ma non ha avuto altri figli. La Cumming ha avuto partner sessuali extraconiugali in Gran Bretagna, Nord Africa e Medio Oriente. Durante il suo matrimonio ha avuto una relazione più lunga con lo stilista italiano Beni Montresor. Questo fu incoraggiato da suo marito e finì solo quando Montresor si interessò a un altro uomo.
Nel 1953 iniziò una relazione platonica ma profonda con l'artista Brion Gysin. Avevano background ed età simili ed erano nati nella stessa zona. Si chiamavano fratello e sorella. La Cumming l'aiutò a catalogare i suoi dipinti e, dopo la sua morte nel 1986, organizzò il suo funerale e la dispersione delle sue ceneri alle Grotte di Ercole in Marocco. 
Mentre era traduttrice in Grecia, ha incontrato lo scrittore Francis King, che lavorava anche per il British Council. Le piaceva osservare le sue avventure omosessuali.
La Cumming scoprì di essere sieropositiva nel 1986. Rimase in Gran Bretagna per ricevere assistenza sanitaria, ma desiderava evitare la pubblicità poiché non voleva che la sua condizione fosse associata al suo stile di vita. È diventata una hostess sociale introducendo nuovi talenti a contatti utili.

## Morte
La Cumming è morta al faro di Londra nel 1993, lo stesso anno in cui apparve nuda alla televisione britannica nel primo chat show televisivo di nudo.

## Opere
- The Love Habit, 1978
- The Love Quest, 1991

| Controllo di autorità | VIAF (EN) 79319846 · ISNI (EN) 0000 0001 1072 6508 · LCCN (EN) n78014737 · GND (DE) 1225882532 · BNE (ES) XX1723190 (data) |